# فريدريك بيي
فريدريك بيي (بالإنجليزية: Frederick Bee)‏ هو شخصية أعمال أمريكي، ولد في 9 سبتمبر 1825 في كلينتون في الولايات المتحدة، وتوفي في 26 مايو 1892 في سان فرانسيسكو في الولايات المتحدة.

## وصلات خارجية
- فريدريك بيي على موقع الموسوعة البريطانية (الإنجليزية)